# Yvon Le Roux
Yvon Le Roux (Plouvorn, 1960. április 19. –) Európa-bajnok francia labdarúgó, hátvéd, edző.

## Pályafutása

### Klubcsapatban
1976-77-ben az Avant-Garde Plouvorn korosztályos csapatában játszott. 1977-ben szerződött a Brest együtteséhez, ahol először a B-csapatban jutott szóhoz, majd az első csapatban is bemutatkozott. 1983 és 1985 között az AS Monaco játékosa volt és tagja volt az 1985-ös francia kupa győztes csapatnak. 1985 és 1987 között a Nantes, 1987 és 1989 között az Olympique Marseille labdarúgója volt. Utóbbi csapattal 1989-ben bajnokságot és kupát is nyert. 1989-90-ben a Paris Saint-Germain csapatában szerepelt. 1990-ben fejezte be az aktív labdarúgást.

### A válogatottban
1983 és 1989 között 28 alkalommal szerepelt a francia válogatottban és egy gólt szerzett. 1984-ben a hazai rendezésű Európa-bajnokságon aranyérmes lett a válogatottal. 1986-os világbajnokságon Mexikóban is részt vett, ahol bronzérmet szerzett az együttessel.

### Edzőként
1991 és 1993 között korábbi klubja, a Brest vezetőedzője volt.

## Sikerei, díjai
Franciaország
- Európa-bajnokság
  - aranyérmes: 1984, Franciaország
- Világbajnokság
  - bronzérmes: 1986, Mexikó

 AS Monaco
- Francia kupa (Coupe de France)
  - győztes: 1985

 Olympique de Marseille
- Francia bajnokság (Ligue 1)
  - bajnok: 1988–89
- Francia kupa (Coupe de France)
  - győztes: 1989